# Вулиця Чижевського (Львів)
Вулиця Чижевського — вулиця у Залізничному районі Львова, місцевість Левандівка. Прилучається до вулиці Повітряної.
Від 1928 року називалась Сєнкєвіча, від 1933 — Зв'язкова, від 1950 — Профспілкова. Сучасна назва від 1993 року на честь українського славіста, філософа, громадського діяча Дмитра Чижевського. Забудова — одно-дво-поверховий конструктивізм 1930-х, одноповерхова садибна забудова, одноповерхова забудова 2000-х.